# San Matteo e l'angelo (Guercino)
Il San Matteo e l'angelo è un dipinto a olio su tela (120×179 cm) del Guercino databile al 1622 e conservato nei Musei Capitolini di Roma.

## Storia e descrizione
Il dipinto fu realizzato dal Guercino durante i suoi primi anni romani, tra il 1621 e il 1622. Le informazioni circa la commessa tuttavia sono ignote: di certo si sa che la tela compare negli inventari del 1641 della collezione Pio, dove risulta anche in quelli del 1724 e del 1750, quando in quest'ultimo anno fu acquistato assieme a tutto il blocco dei beni Pio di Savoia dall'allora papa Benedetto XIV Lambertini per il nascente Museo del Campidoglio.
La tela evidenzia un passaggio artistico rilevante nello stile del Guercino, dove in quest'opera, a differenza di quelle precedenti, intraprende una raffigurazione meno sfumata e più netta e definita delle figure dipinte. Gli impasti cromatici assumono molta consistenza, come le ali dell'angelo, mentre altri particolari dimostrano una maggior propensione al dato naturalistico, come la luce che cade sulla scena illuminando il mura alle spalle del santo. Altro elemento di notevole raffinatezza è l'inserto di natura morta in alto a sinistra.